# Midual
Midual is een historisch motorfietsmerk.
Frans merk van Olivier Midy, dat vrij plotseling tijdens de motorsalon van Parijs eind 1999 een prototype van een 875 cc tweecilinder boxermotor toonde. De boxermotor was met de cilinders achter elkaar in het frame geplaatst. Er bestonden plannen voor twee modellen: een Roadster en een GT. Er werd echter niets meer van vernomen.